# Kardos István (zeneszerző)
Kardos István (Debrecen, 1891. június 6. – Budapest, Terézváros, 1975. december 22.) magyar zeneszerző, karmester, pedagógus. Nagybátyja Kardos Albert irodalomtörténész, pedagógus.

## Életpályája
Kardos (Kacz) Samu (1857–1925) ügyvéd, író és Engländer Malvina gyermekeként született zsidó családban. Tanulmányait a Zeneakadémián végezte Herzfeld Viktor növendékeként, ahol 1913-ban zeneszerzői diplomát szerzett, de közben jogi tanulmányokat is folytatott. Ezt követően színházi karmester volt Budapesten, Debrecenben és Bernben, illetve mint rádió-, film- és hanglemez felvétel karmester Berlinben dolgozott. 1913-tól hangversenyek zongorakísérője volt hazánkban és külföldön.
1930-ban az elsősorban Németországban működő, slágerzenét játszó Abel Sänger, majd a 5 Songs tagja lett részben zongoristaként, részben énekesként. Az 1930-as évek közepén saját jazzvokált alapított Kardosch Sänger néven. 1932 és 1935 között a csoport mintegy 80 rekordot rögzített. Az együttes turnézott Dániában és Hollandiában, rádiós fellépéseket tett Koppenhágában, Hilversumban, Frankfurtban és Berlinben, valamint koncerteket egész Németországban és féléves elkötelezettséget a Theater am Kurfürstendammban. Több film zenei betéteit ő szerezte, de ezek nagy részét nem őrizték meg. 1935-ben a csoportnak fel kellett szakadnia és Kardos visszament Budapestre. A Fodor Zeneiskolában is tanított.
1945 után a Textil Szakszervezet Kulturális Bizottságának munkatársa volt, illetve alapítótagja és tagozatai alelnöke a Magyar Zeneművészek Szakszervezetének. 1949 és 1957 között a Liszt Ferenc Zeneművészeti Főiskola tanáraként dolgozott. 1952–1963 között a Színművészeti Főiskolán is oktatott.
Kórusművei közül 1946-ban a Munkásdalos Szövetség pályázatán első díjat nyert a Gályarabok, míg második díjat Lopók között szegény ember című műve. 1952-ben jelent meg harmonikaiskolája. Számos színházi kísérőzenét, szimfonikus művet, kamarazenét írt, de fordított operákat, orosz és szovjet dalokat is.
Felesége Váradi Olga opera- és hangverseny-énekesnő volt, Váradi István és Szandicz Lenke lánya, akit 1922. április 20-án Budapesten, a Terézvárosban vett nőül. Mindketten kitértek a református vallásra.
A budapesti Farkasréti temetőben helyezték végső nyugalomra.

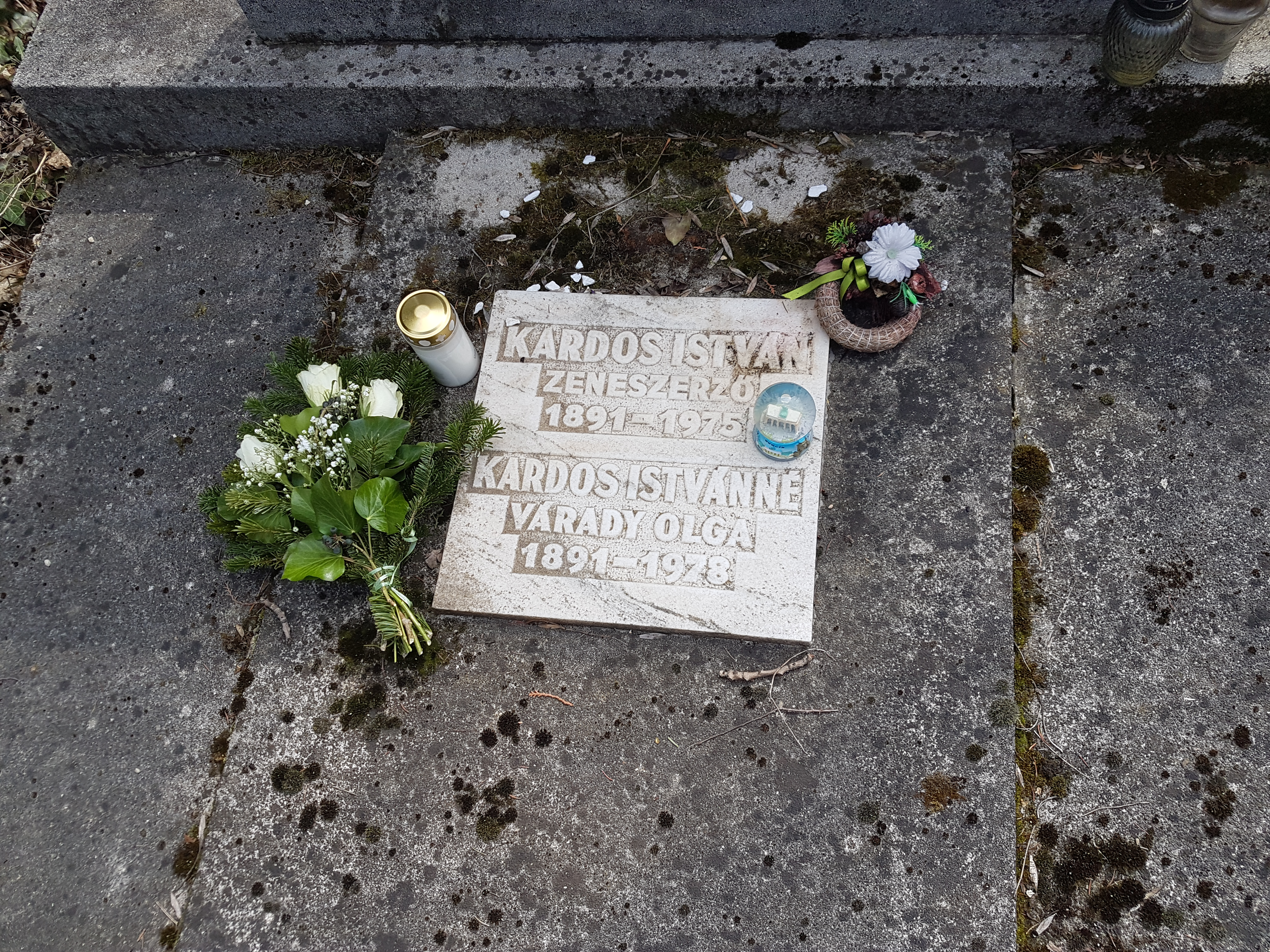
Sírja a Farkasréti temetőben (28-1-21)

## Főbb művei
- Csák Máté földjén (vegyeskar, 1948)
- Mátyás diák (opera, 1953)
- Hegedű-zongora divertimento (1959)
- Kettősverseny (brácsa-nagybőgő, 1964)

## Díjai, elismerései
- Munka Érdemrend arany fokozata (1971)